# Valentin Afonine
Pour les articles homonymes, voir Afonine.
Valentin Ivanovitch Afonine (en russe : Валентин Иванович Афонин), né le 22 décembre 1939 à Vladimir, en RSFS de Russie et mort le 2 avril 2021, est un footballeur soviétique.

## Carrière
Il était défenseur central de l’équipe d'URSS dans la deuxième moitié des années 1960. Il disputa deux coupes du monde en 1966 et en 1970 ainsi que l’Euro 1968.
Il compte 42 sélections entre 1965 et 1970, dont trois pour l'équipe olympique.
Il fut champion d’URSS en 1970 avec le CSKA Moscou.

## Statistiques
| Saison                | Club                  | Championnat           | Championnat | Championnat | Coupe(s) nationale(s) | Coupe(s) nationale(s) | Total | Total |
| Saison                | Club                  | Division              | M.          | B.          | M.                    | B.                    | M.    | B.    |
| 1961                  | SKA Rostov            | D1                    | 9           | 0           | 5                     | 0                     | 14    | 0     |
| 1962                  | SKA Rostov            | D1                    | 31          | 0           | 2                     | 0                     | 33    | 0     |
| 1963                  | SKA Rostov            | D1                    | 18          | 0           | -                     | -                     | 18    | 0     |
| 1964                  | SKA Rostov            | D1                    | 24          | 0           | 3                     | 0                     | 27    | 0     |
| 1965                  | SKA Rostov            | D1                    | 28          | 0           | 1                     | 0                     | 29    | 0     |
| 1966                  | SKA Rostov            | D1                    | 15          | 0           | -                     | -                     | 15    | 0     |
| 1967                  | SKA Rostov            | D1                    | 22          | 0           | 5                     | 0                     | 27    | 0     |
| Sous-total            | Sous-total            | Sous-total            | 147         | 0           | 16                    | 0                     | 163   | 0     |
| 1968                  | CSKA Moscou           | D1                    | 28          | 1           | 3                     | 0                     | 31    | 1     |
| 1969                  | CSKA Moscou           | D1                    | 28          | 0           | 5                     | 0                     | 33    | 0     |
| 1970                  | CSKA Moscou           | D1                    | 24          | 0           | -                     | -                     | 24    | 0     |
| 1971                  | CSKA Moscou           | D1                    | -           | -           | 2                     | 0                     | 2     | 0     |
| Sous-total            | Sous-total            | Sous-total            | 80          | 1           | 10                    | 0                     | 90    | 1     |
| 1971                  | SKA Rostov            | D1                    | 18          | 0           | -                     | -                     | 18    | 0     |
| 1972                  | SKA Rostov            | D1                    | 9           | 0           | -                     | -                     | 9     | 0     |
| 1973                  | SKA Rostov            | D1                    | 4           | 0           | 2                     | 0                     | 6     | 0     |
| Sous-total            | Sous-total            | Sous-total            | 31          | 0           | 2                     | 0                     | 33    | 0     |
| Total sur la carrière | Total sur la carrière | Total sur la carrière | 258         | 1           | 28                    | 0                     | 286   | 1     |